# Ming-Na Wen
Ming-Na Wen (kinesisk: 温明娜; pinyin: Wēn Míngnà); født 20. november 1963) er en amerikansk skuespiller. Hun er blevet krediteret med og uden sit familienavn, men de fleste siden slutningen af 1990'erne har været uden det. Hun har været kendt under disse varianter af hendes navn Ming-Na, Ming Na, Ming Na Wen og Ming Wen. Hun er kendt for sin rolle som Agent Melinda May, i Agents of S.H.I.E.L.D.